# Pelmeni
Pelmeni (tiếng Nga: пельмени—số nhiều, phát âm [pʲɪlʲˈmʲenʲɪ]. tiếng Ukraina: пельмені; pelmen,  tiếng Nga: пельмень - số ít, phát âm [pʲɪlʲˈmʲenʲ]) là loại sủi cảo truyền thống của ẩm thực Nga có nhân được bọc trong bột cán mỏng, không chứa men.

## Miêu tả

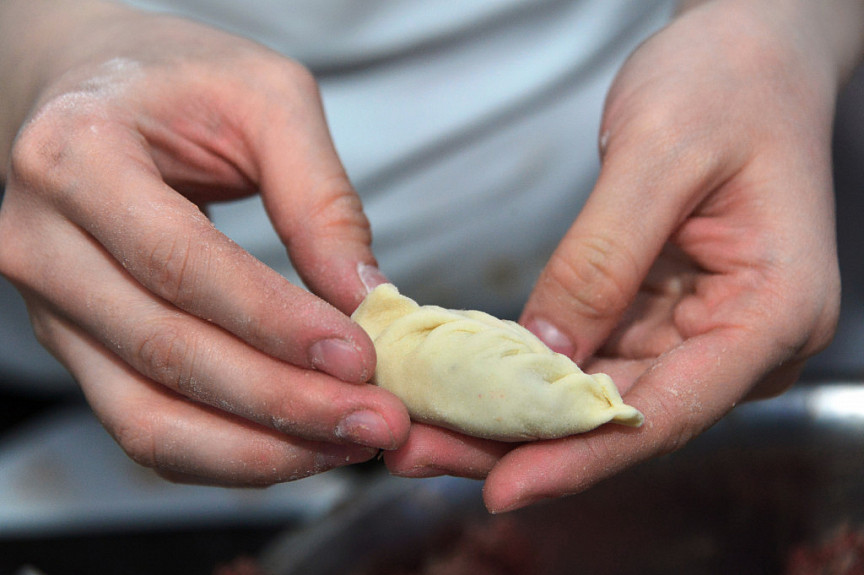
Một người thợ đang gấp mép sủi cảo pelmeni. Ảnh chụp tại một nhà bếp ở Buryatia, Nga

### Món tương tự

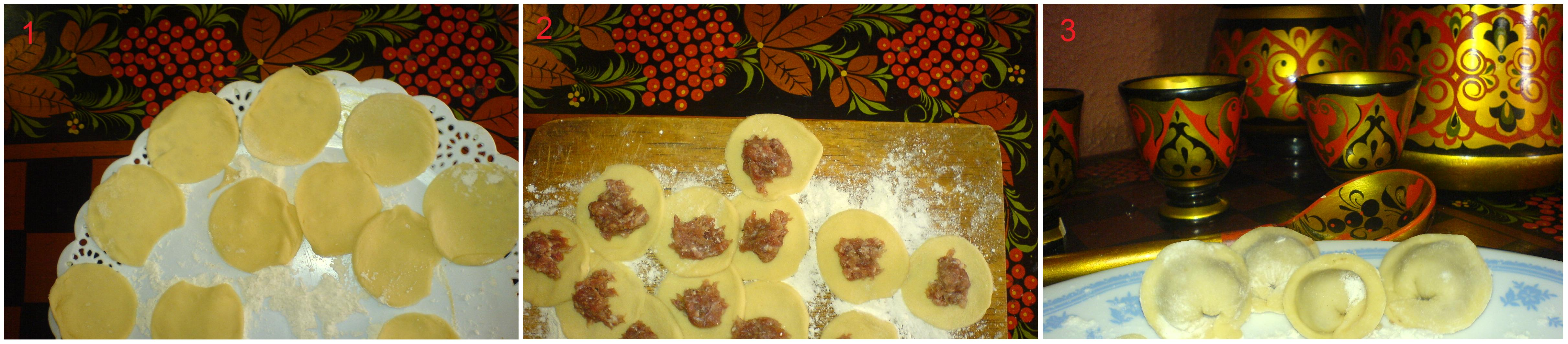
Các công đoạn làm sủi cảo pelmeni

### Sự khác biệt khu vực

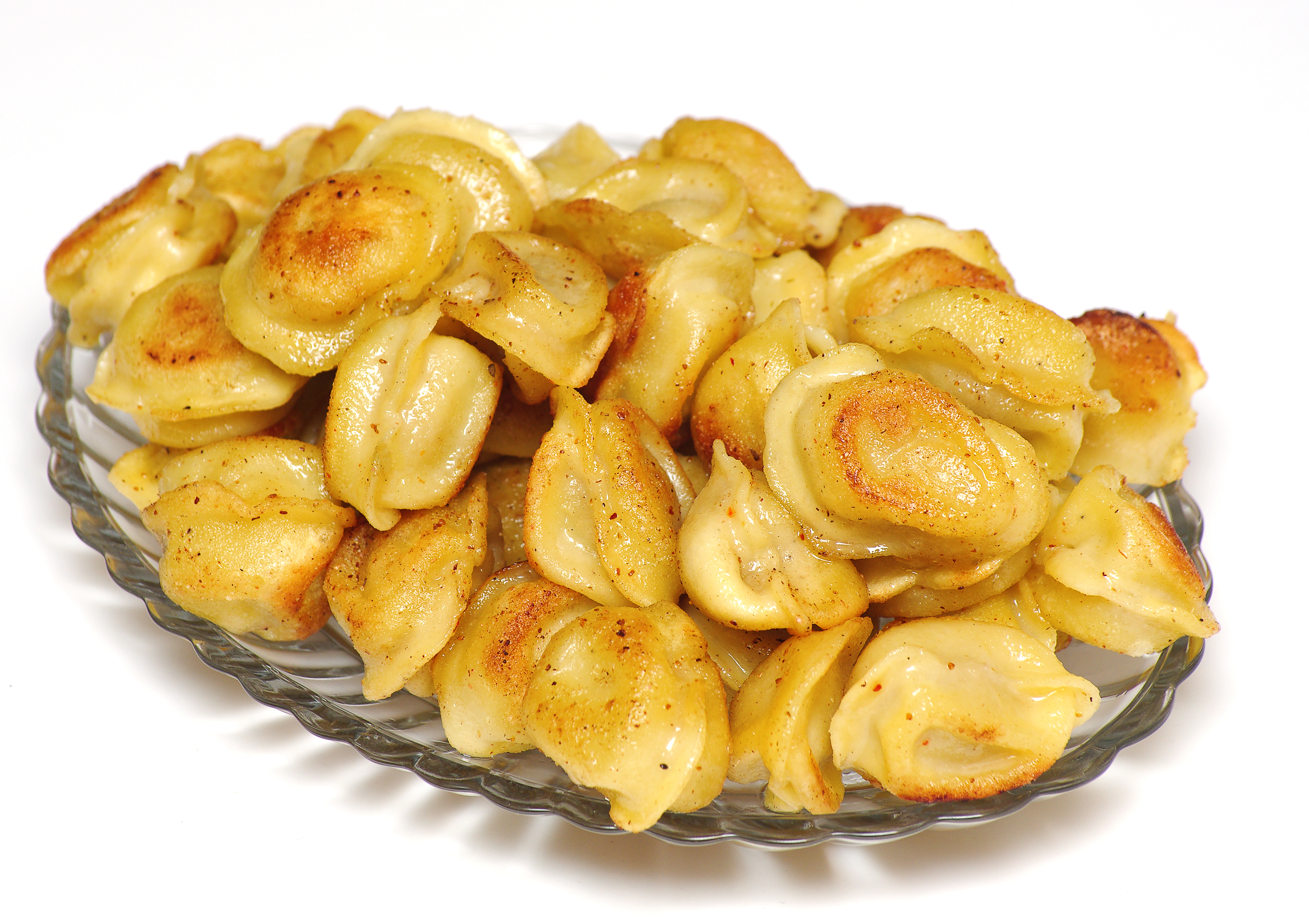
Sủi cảo pelmeni chiên